# Bye bye, Barbara
Pour plus de détails, voir Fiche technique et Distribution.
Bye bye, Barbara est un film policier français réalisé par Michel Deville, sorti en 1969.

## Synopsis
Jérôme Tomas, un journaliste sportif, spécialiste de rugby, grand séducteur, voit apparaître un soir, dans un bar de Biarritz, une mystérieuse jeune femme, toute vêtue de blanc, au moment même où le pick-up de l’établissement diffuse une chanson triste : « Bye Bye, Barbara ». C’est le coup de foudre. Jérôme tombe amoureux fou de l’étrange créature, nommée Paula, et l’emmène avec lui à Paris...

## Fiche technique
- Titre : Bye bye, Barbara
- Réalisation : Michel Deville
- Scénario : Nina Companeez et Michel Deville
- Musique : Jean-Jacques Debout
- Photographie : Claude Lecomte
- Montage : Nina Companéez
- Décors : Claude Pignot
- Sociétés de production : Marianne Productions - Parc Film
- Pays de production :  France
- Format : Couleurs - Mono
- Genre : Policier
- Durée : 100 minutes
- Date de sortie : France - 26 mars 1969
- Affiche : René Ferracci (France)

## Distribution
- Ewa Swann : Paula
- Philippe Avron : Jérôme
- Bruno Cremer : Hugo
- Alexandra Stewart : Eve
- Michel Duchaussoy : Dimitri
- Jacques Destoop : Eterlou
- Anny Duperey : Aglaé
- Yves Brainville : le commissaire
- Jean Eskenazi : Ménélasse
- Gérard Desarthe : Bambi
- Anne Talbot : Sylvie
- Daniel Sarky : Marc
- Jean-Pierre Sentier : Bruno
- Yan Brian : Inspecteur Dermot
- Pascal Aubier : Raphaël
- Johanna Maniez : Cathy
- Stefany Drobner : Anouk
- Marlène Rick : Véronica
- Isabelle Wallard : Mathilde
- Birgit Nyrnberg : Muguette
- Andréa Delorme : Peggy
- Sylvain Corthay : Alexandre
- Jacques Galland : Inspecteur assurance
- Guy Héron : Inspecteur Henry
- Alain Chevallier : Inspecteur Darjot
- Pierre Oudry : Inspecteur Berlier
- Jacques Harris : le racketteur
- Érick Kruger : l'homme à la R.16
- Yvan Varco : l'homme à la 204
- Bernard Murat : Inspecteur dactylo
- Greg Germain : patron bar
- Jacques Marbeuf : patron bistrot
- Maryse Martin : l'habilleuse
- Nina Companéez : Directrice de l'agence de call-girls (non créditée)